# Microcoche

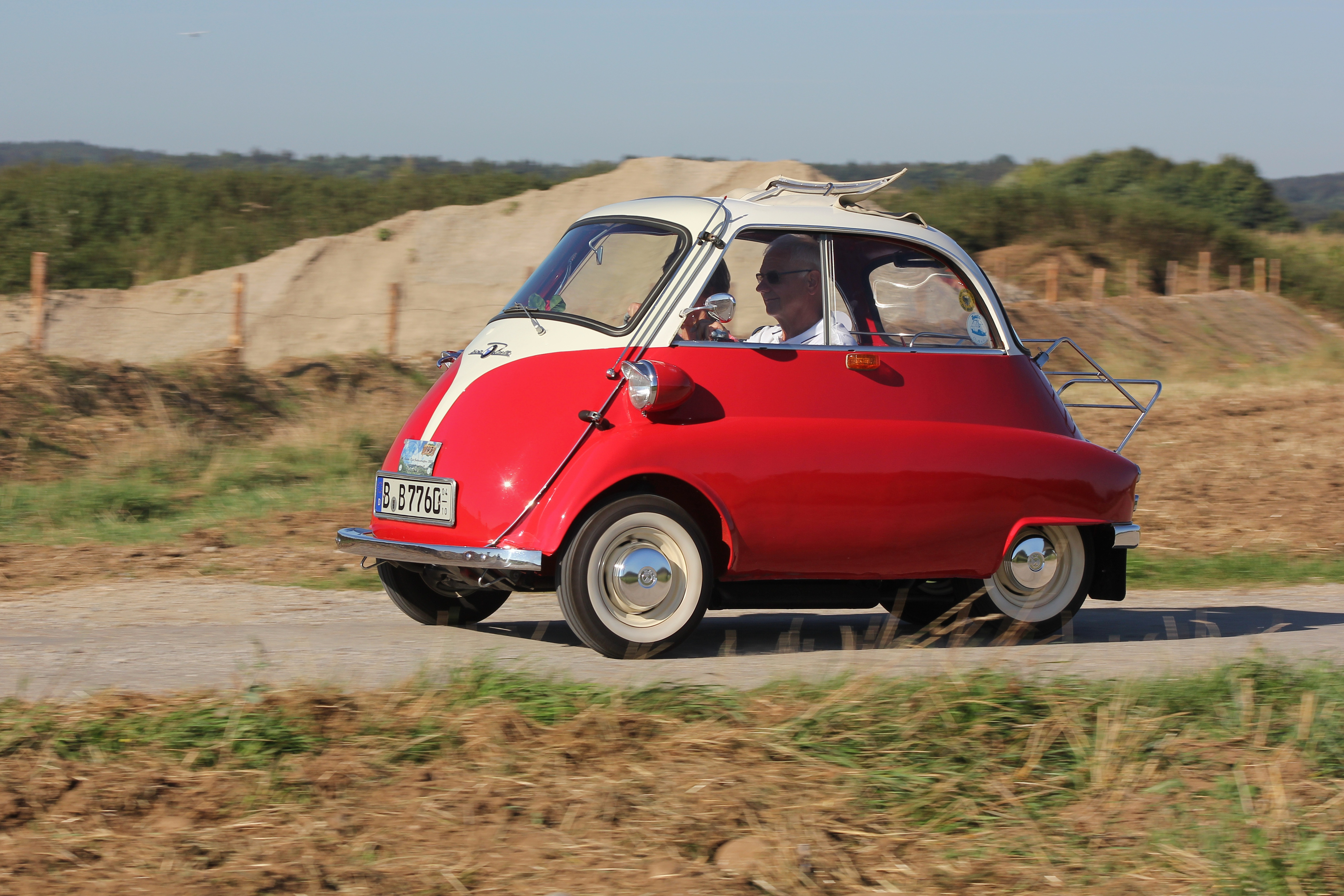
BMW Isetta, uno de los microcoches más famosos.

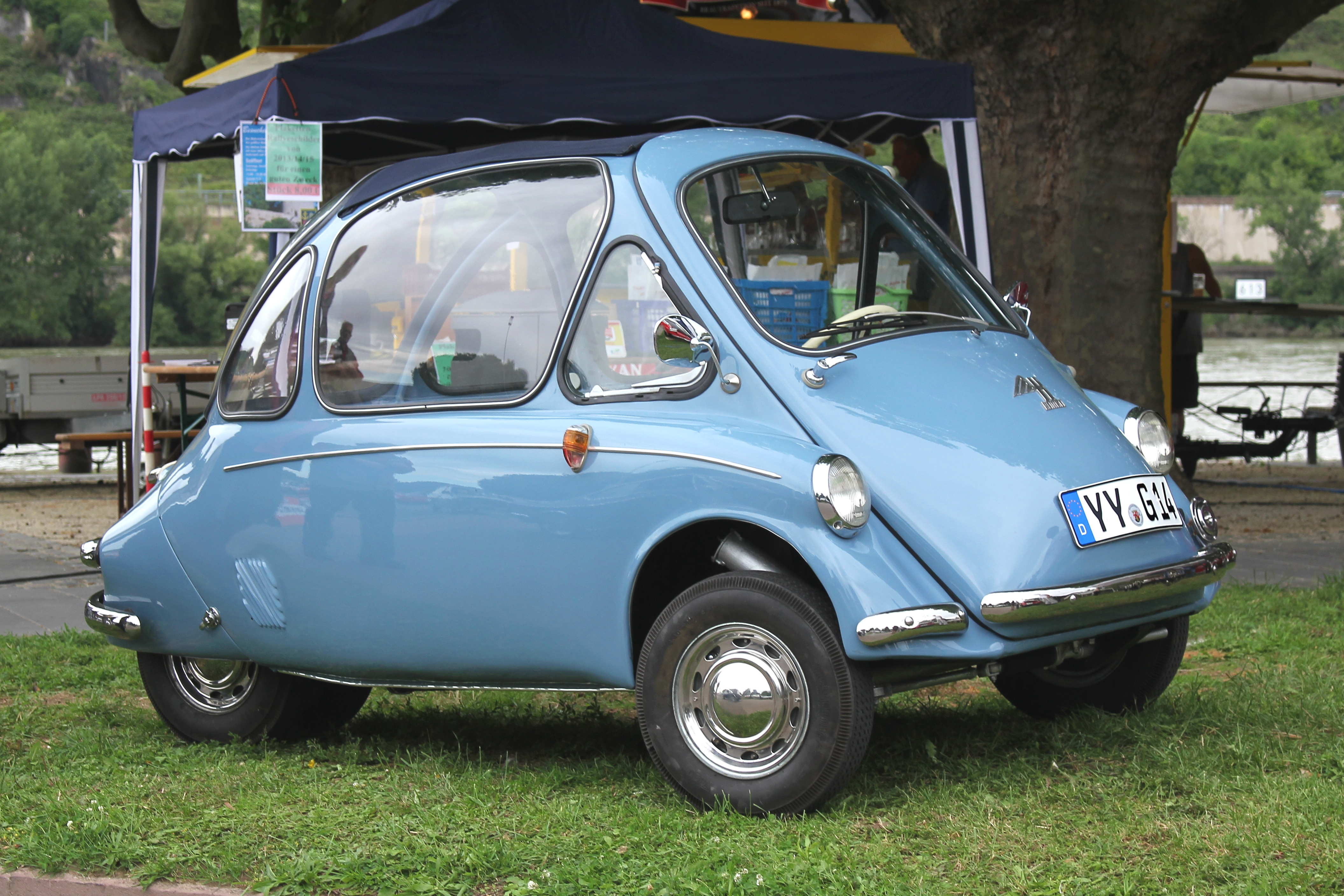
Heinkel Kabine 1957

Un microcoche es un automóvil especialmente pequeño. Se usan varias definiciones, incluyendo "menos de 3 m de longitud" y "menos de 2.400 l de volumen interior". Típicamente, los microcoches tienen asientos para el conductor y un pasajero y muchos tienen solamente tres ruedas. 
El ahorro que genera uno de estos coches a menudo se veía incrementado por el hecho de que microcoches de tres ruedas tenían un tratamiento de motocicleta a nivel fiscal y de seguros. En años recientes han experimentado un resurgimiento para su uso en ciudades con mucho tráfico.

## Origen

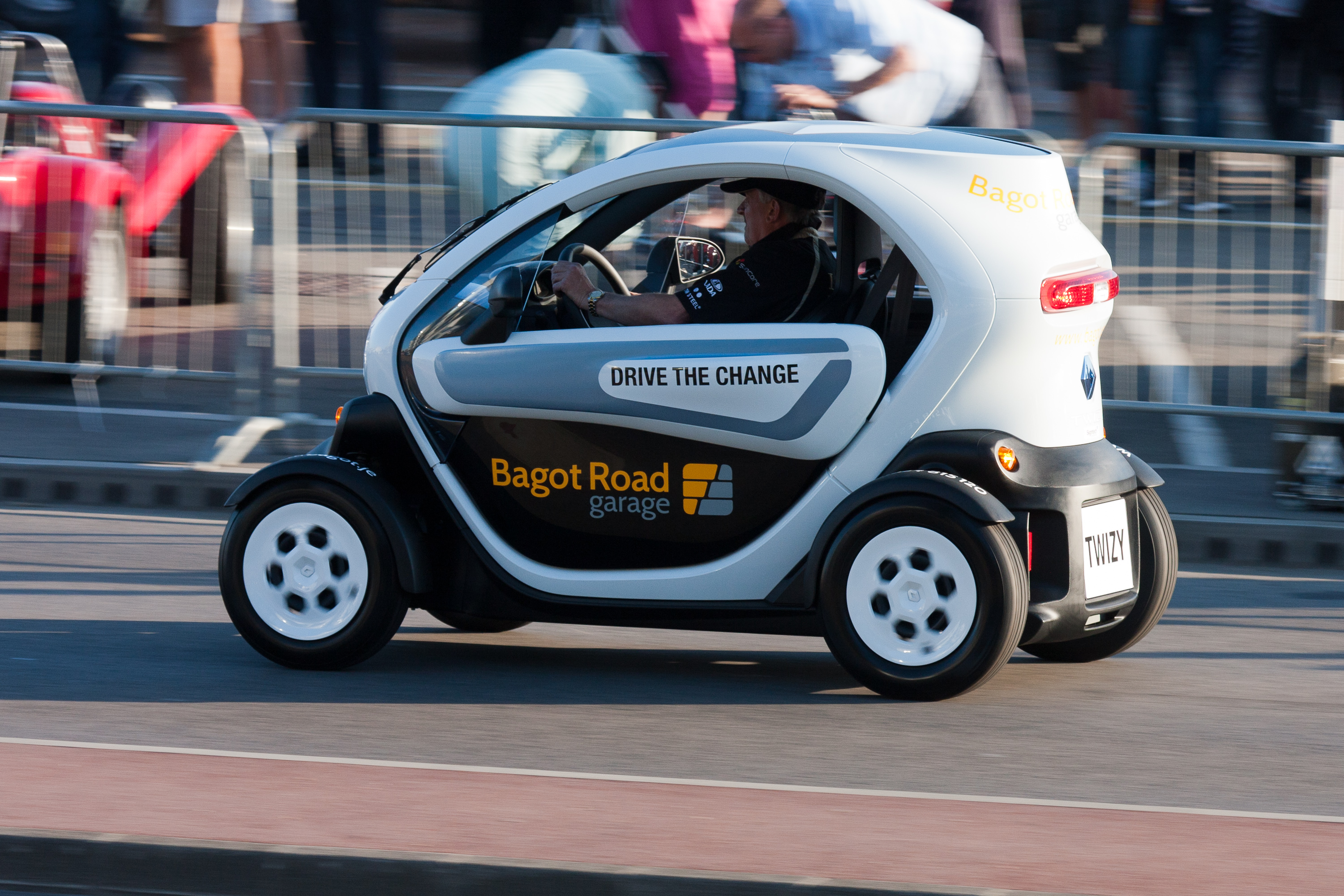
Renault Twizy.

Este tipo de coches suele diseñarse y fabricarse por razones económicas, cuando las materias primas o los carburantes son escasos y caros. Muchos microcoches fueron diseñados en Europa tras la Segunda Guerra Mundial, particularmente en Alemania, donde las antiguas fábricas de aviones como Messerschmitt y Heinkel se convirtieron en importantes fabricantes de microcoches. Los Messerschmitt KR175 y KR200 incluso tenían techos que eran hemisferios de plexiglás al estilo de los aviones, lo que dio origen al nombre de coches burbuja para referirse a todos estos microcoches de la posguerra. Francia también produjo un gran número de microcoches llamados voiturettes, pero al contrario que los alemanes, no se vendieron en otros países. Los diseños europeos se caracterizan por sus diseños extraños y sus soluciones innovadoras.
En España se produjo asimismo una explosión de modelos en la posguerra, siendo el más famoso el Biscúter.
Coches muy pequeños han sido igualmente populares en Japón, donde de nuevo se han visto beneficiados a nivel fiscal en comparación con otros tipos de coches. Estos vehículos, conocidos como keicars, difieren de los diseños europeos en que parecen versiones reducidas de automóviles de turismo, siendo más similares a los del segmento A.
El Smart Fortwo, lanzado en 1998, podría considerarse una reinvención del principio del microcoche que ha tenido éxito. Como los kei car japoneses, es de diseño convencional. El Renault Twizy, cuya producción comenzó en 2011, es un microcoche urbano de gran difusión, que tiene la característica de ser eléctrico.